# Labuerda
Labuerda est une municipalité de la comarque de Sobrarbe, dans la province de Huesca, dans la communauté autonome d'Aragon en Espagne.